# Erwartung

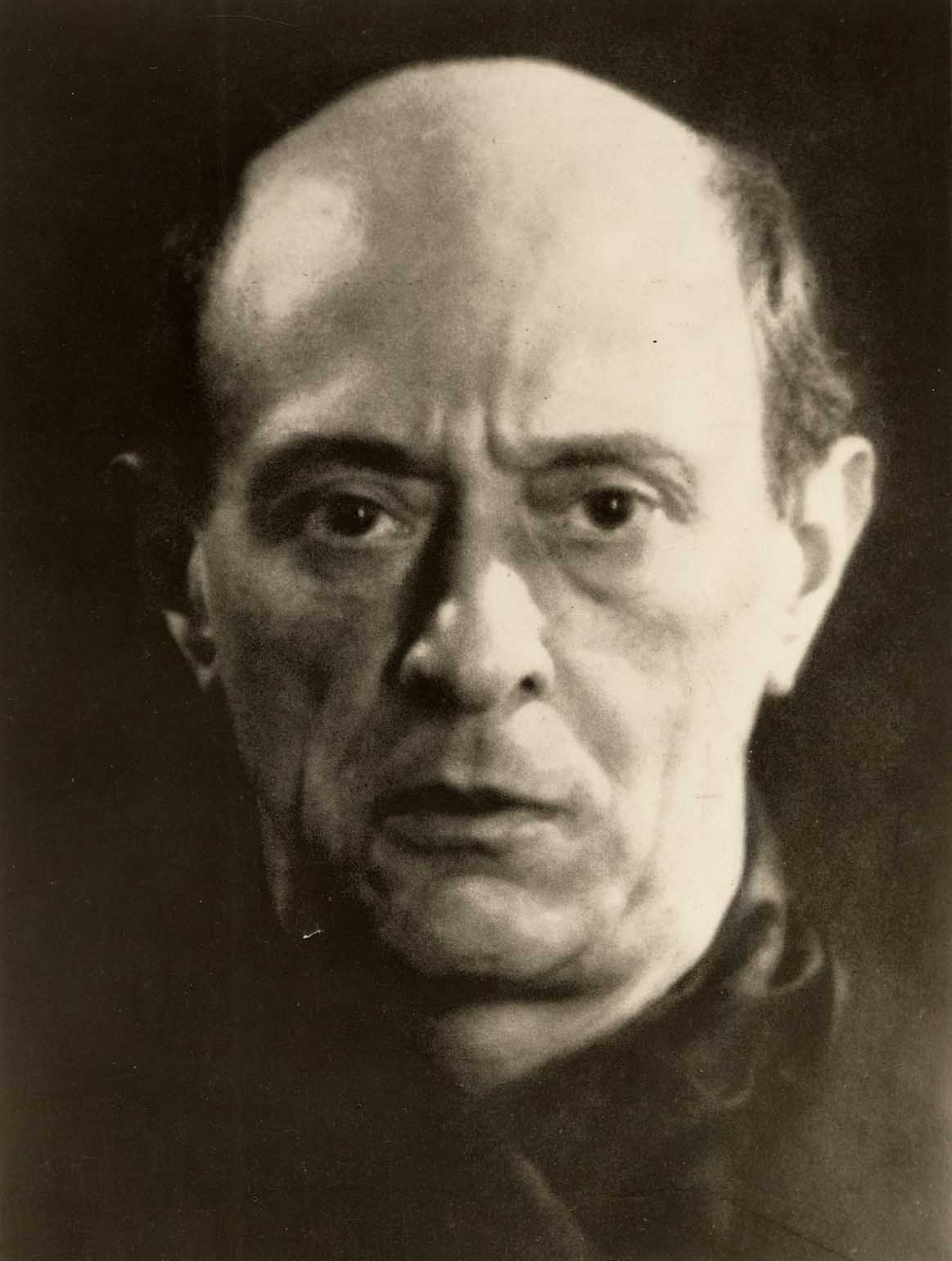
Arnold Schönberg

Erwartung (Attente en allemand) opus 17, est un opéra en un acte (monodrame) d'Arnold Schönberg, composé en 1909 sur un livret de Marie Pappenheim. Il ne fut créé que le 6 juin 1924 à Prague, sous la direction d'Alexander Zemlinsky avec la soprano Marie Gutheil-Schoder. L'œuvre prend la forme inhabituelle d'un monologue pour soprano solo, accompagnée par un grand orchestre. Elle dure  à peu près une demi-heure.

## Argument
Dans une forêt, une femme ressent de l'appréhension tout en attendant son amant. Dans l'obscurité, elle heurte ce qu'elle pense être un corps, mais s'aperçoit qu'il s'agit d'un tronc d'arbre. Effrayée, elle devient de plus en plus angoissée, car elle ne trouve nulle part l'homme qu'elle attend. Elle découvre alors un cadavre, c'est son amant, celui qu'elle attendait. Elle appelle à l'aide, en vain. Elle tente de le ramener à la vie, et lui parle comme s'il était encore vivant, lui reprochant amèrement de lui avoir été infidèle. Elle se demande ensuite ce qu'elle doit faire de sa vie, maintenant que son amant est mort. Elle bascule dans la folie lorsqu'elle se souvient l'avoir tué elle-même.

## Discographie
- Columbia ML 4524 (original LP issue) : Dorothy Dow ; New York Philharmonic-Symphony Orchestra dirigé par Dimitri Mitropoulos[1]
- CBS 79349: Janis Martin; BBC Symphony Orchestra dirigé par Pierre Boulez[2]
- Decca : Anja Silja ; Orchestre philharmonique de Vienne dirigé par Christoph von Dohnányi
- Philips Classics : Jessye Norman ; Metropolitan Opera Orchestra dirigé par James Levine
- Teldec : Alessandra Marc ; Staatskapelle de Dresde dirigé par Giuseppe Sinopoli
- KOCH International Classics : Anja Silja ; Philharmonia Orchestra dirigé par Robert Craft
- Avi Music, "Fin de siècle : lieder de Schreker, Schoenberg, Zemlinsky, Berg et Malher" : Anke Vondung, Christoph Berner